# Lucifuga inopinata
Lucifuga inopinata är en fiskart som beskrevs av Cohen och Mccosker, 1998. Lucifuga inopinata ingår i släktet Lucifuga och familjen Bythitidae. Inga underarter finns listade i Catalogue of Life.